# Joven Guardia Roja de España
La Joven Guardia Roja de España (abreviada JGRE) fue una organización política juvenil en España durante la transición a la democracia y el período del tardofranquismo. Fue fundada como el ala juvenil del Partido del Trabajo de España (PTE).
La Joven Guardia Roja de España fue constituida por el Partido Comunista de España (internacional), PCE(i) en 1973. Este partido desarrolló dos organizaciones juveniles diferentes: por un lado, la Joven Guardia Roja (JGRE) orientada a la juventud obrera y, por otra parte, las Juventudes Universitarias Revolucionarias donde se encuadraban los estudiantes. Esta aparente dicotomía es posible estuviese en la base de la fuerte implantación universitaria de la organización. 
En 1975, el año en que se cambia el nombre del partido de PCE (i) a PTE, se unifican las dos organizaciones con el nombre de Joven Guardia Roja de España (JGRE).
En el I Congreso celebrado en Madrid, en 1978, propuso crear una única organización de juventudes que englobase a todas las juventudes de los partidos de izquierda de España. La JGRE fue la promotora de la Asociación Democrática de la Juventud (ADJ) que en 1976 se integró plenamente en la organización y de la Unión Democrática de Soldados (UDS).
Tras el final de la dictadura franquista se le denegó la inscripción como partido político en el Registro de Asociaciones políticas aunque sí se le permitió ser legalizada como sección juvenil del PTE en 1977.
La JGRE era una organización propia, independiente y autónoma, con su propio criterio y autonomía y no vinculada al organigrama del PTE, pero que se regía por las Bases Políticas y los Estatutos de este último partido. Por esta independencia la JGRE se convirtió en la mayor organización juvenil del momento, incluso con una mayor militancia que el propio PCE, cercana a los 15.000 militantes.
Su órgano de prensa fue La Voz de la JGRE y posteriormente Venceremos
Su secretaria general fue Pina López-Gay  cuyo último cargo público fue la vicepresidencia de la Comisión para el V Centenario.
En 1979 la ORT y el PTE se unificaron en el Partido de los Trabajadores (PTE-ORT), que en 1980 se disolvió. La mayoría de sus afiliados se integraron en diferentes partidos políticos, como el Partido Comunista de los Pueblos de España, Partido Comunista de España, Izquierda Unida, o en diferentes organizaciones sociales. Tanto la Unión de Juventudes Maoístas (UJM) como la JGRE, como organizaciones juveniles de estos partidos, se disolvieron en este año.
Militaron en la JGRE el escritor Andrés Trapiello , el expolítico Juan Carlos Girauta y los padres del político Íñigo Errejon. También fueron militantes Javier Verdejo Lucas, estudiante de Biología de la Universidad de Granada, muerto por disparos de un guardia civil en 1976 y Arturo Ruiz García, estudiante asesinado por un ultraderechista durante una manifestación pro-amnistía el 23 de enero de 1977.
Hay una recuperación de su historia en la que ha tenido mucho que ver la creación de la Asociación por la Memoria Histórica del Partido del Trabajo y de la Joven Guardia Roja (www.pte-jgre.com), que está detrás de varias ediciones. Un trabajo importante es la colectiva coordinada por José Luis Martín Ramos, Pan, Trabajo y Libertad. Historia del Partido del Trabajo de España (El Viejo Topo, Barcelona, 2011), que incluye trabajos de otros autores como Marta Campoy, Manel Gracia y Ramón Franqueza, todos ellos estudiosos y al mismo tiempo, antiguos militantes del partido. Otra publicación es PTE. La lucha por la ruptura democrática en la transición.